# Macrobiotus ovovillosus
Macrobiotus ovovillosus är en djurart som tillhör fylumet trögkrypare, och som beskrevs av Baumann 1960. Macrobiotus ovovillosus ingår i släktet Macrobiotus och familjen Macrobiotidae. Inga underarter finns listade i Catalogue of Life.